# Għajn Tuffieħa
Għajn Tuffieħa is een deel van het Maltese dorp Manikata, dat valt onder de gemeente Mellieħa. Vlak bij Għajn Tuffieħa liggen drie baaien met daarin populaire stranden onder toeristen. Elk van de stranden ligt in een eigen inham in de kliffen van de rotskust. Hierdoor hebben ze elk hun eigen karakter.

## Golden Bay
Golden Bay (Maltees: Il-Mixquqa) is een van de weinige zandstranden aan de zuidkust van Malta. Het strand loopt zeer geleidelijk af in het water, waardoor men vrij ver de zee in kan lopen. In het witte zand bevinden zich vele kleine stenen, waardoor waterschoenen vaak worden aangeraden. De stroming ter hoogte van Golden Bay kan vooral bij harde wind zeer sterk zijn. Aan het strand bevinden zich enkele strandtenten en een groot hotel.

## Għajn Tuffieħa Bay
Dit strand, waarvan de naam letterlijk "oogappel" betekent, ligt op slechts enkele honderden meters ten oosten van Golden Bay. Dit strand met roodachtig zand is beduidend rustiger en wordt veel bezocht door de lokale Maltese bevolking. Om het strand te bereiken dient men eerst een natuurlijke trap af te dalen van zo'n 200 brede treden. Bovenaan de kliffen ten westen van Għajn Tuffieħa Bay bevindt zich een oude verdedigingstoren gebouwd in 1637. Dit is een van de zeven torens gebouwd door grootmeester Jean Baptiste de Lascaris de Castellar van de Maltezer Orde.

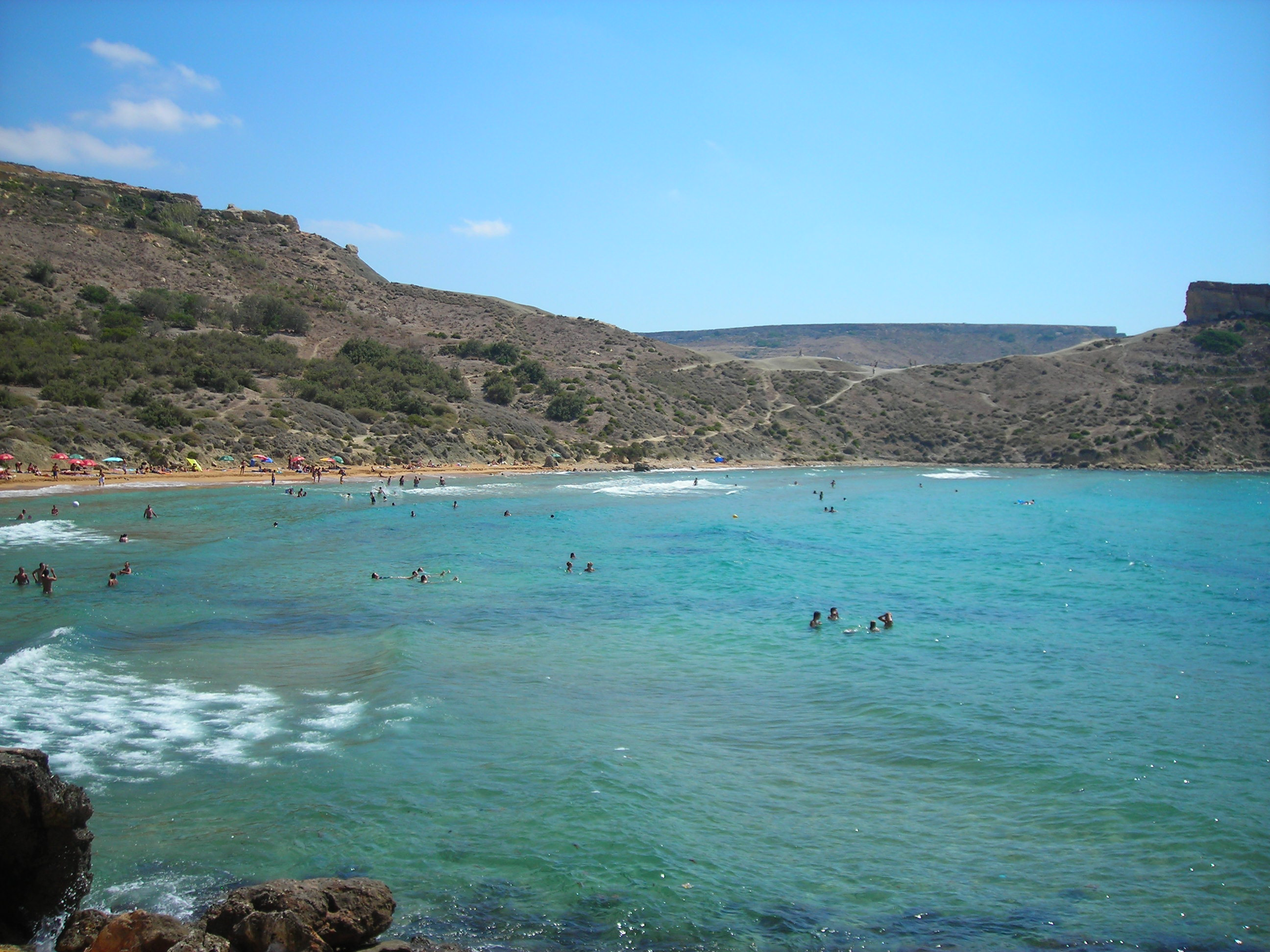
Għajn Tuffieħa Bay
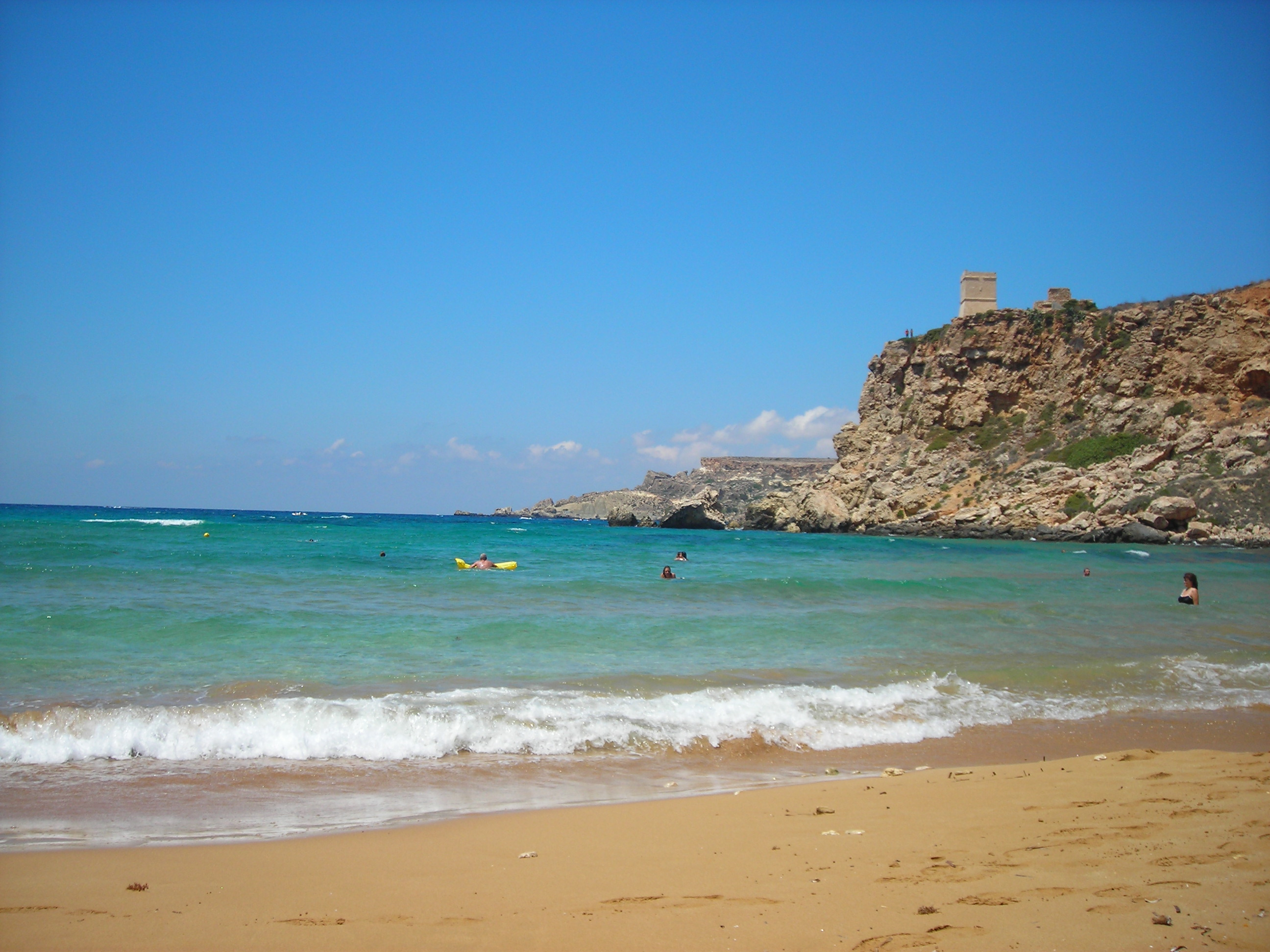
Għajn Tuffieħa Bay met rechts de Għajn Tuffieħa Tower

## Gnejna Bay
Weer enkele honderden meters verderop ligt Gnejna Bay. Dit strand ligt ook in een eigen inham en kan alleen worden bereikt door eerst de inham van Għajn Tuffieħa Bay te doorkruisen en vervolgens een klim en een flinke afdaling te maken over enkele vrij steile paden tussen de rotsen. Het strand van Gnejna Bay fungeert als naaktstrand.